# 下園愛弓
下園 愛弓（しもぞの あゆみ、1984年1月6日 - ）は、日本のスタントウーマン、女優、スーツアクトレス。鹿児島県出身。ジャパンアクションエンタープライズ所属。

## 人物
JAEに入る前は地元鹿児島や和歌山でキャラクターショーのアルバイトでしていた。上京後はJAEに所属し、主にスーツアクトレスとして活動。2013年の『忍風戦隊ハリケンジャー 10 YEARS AFTER』で初めてキャラクターを担当し、2016年の『動物戦隊ジュウオウジャー』で戦隊レギュラーメンバーを初めて演じる。
スレンダーなスタイルおよび学生時代に中国雑技団を見たことがきっかけで始めた器械体操で培った身体の柔らかさを活かした、しなやかで軽快なアクションが特徴である。『騎士竜戦隊リュウソウジャー』出演時のインタビューでは、近年は変身前の女優が細身であるため、あまり筋肉質にならないようJAEのアクション練習には参加せず、基礎体力の維持程度に留めていることを語っている。
尊敬するスーツアクトレスとして村上利恵の名を挙げており、自身がこの世界に入るきっかけになったのも上述のキャラクターショーをしている中で見た後楽園の野外ショーでの村上の影響だと述べている。
JAEの先輩でスーパー戦隊シリーズでも共演する五味涼子と仲が良く、プライベートでの交流も深い。
パピヨン犬を2匹飼っており、自身のInstagramに度々アップしている。
2010年には当時同じJAE所属の佃井皆美、人見早苗ら3名でWipe Outというガールズユニットを組み、CDデビューも果たしている。なお、後年この時期を「（スーツアクターを目指しているのに）なぜ顔出しの仕事をしているのだろう」「やりたいこととは違うぞ?」と心の中では思っていたと述懐。しかし遠回りだったが「顔を出して演じる役者さん側の気持ちを知れた」貴重な経験だったとも述べている。
『快盗戦隊ルパンレンジャーVS警察戦隊パトレンジャー』では、当時ショートカットだった工藤遥の吹き替えが多くスタントも激しいため、カツラでは対応できないと思い工藤と同じ美容師に頼んで髪を30センチメートルほど切って挑んだ。下園は人生で一番短くしたといい、衝撃的な出来事であったと述べている。
2022年3月、『機界戦隊ゼンカイジャー』のキャラクター、マジーヌとして集英社「週刊プレイボーイ」でグラビアモデルを経験。特撮スーツキャラクターのグラビアモデル掲載はプレイボーイ誌上初の試みとなった。一報を聞いた時は「人間じゃないのに大丈夫なの」と驚いたという。
『暴太郎戦隊ドンブラザーズ』では、ドン1話・ドン14話で顔出し出演している。その人物のペットの役として、下園の愛犬である「ヴェル」が出演している。

## 出演

### テレビドラマ
- 陽炎の辻3 〜居眠り磐音 江戸双紙〜（2009年、NHK） - 雑賀衆くノ一 役
- おかしな刑事（2009年、テレビ朝日）
- 新聞記者・鶴巻吾郎「天女伝説殺人事件」（2009年、テレビ朝日）
- サラリーマン金太郎 第2シリーズ（2010年、テレビ朝日） - 吹き替え
- テンペスト（2011年、NHK BSプレミアム） - 仲間由紀恵吹き替え
- ファイヤーレオン 第12話（2013年、TOKYO MX） - ハイキックの女性 役
- スターマン・この星の恋 第7話（2013年、フジテレビ） - キャンプ場の客 役
- 警部補 矢部謙三2 第5話（2013年、テレビ朝日） - 信者 役
- SPEC〜零〜（2013年、TBS）
- サイレント・プア（2014年、NHK GTV）
- ドラマW MOZU Season2〜幻の翼〜 第1話（2014年、WOWOW） - 客 役
- ヤメゴク〜ヤクザやめて頂きます〜（2015年、TBS）
- ど根性ガエル（2015年、日本テレビ） - アクションクルー
- 大杉探偵事務所 美しき標的編（2015年、WOWOW）
- 相棒 season17（2018年、テレビ朝日）

### 特撮テレビドラマ
- スーパー戦隊シリーズ（テレビ朝日）
  - 獣拳戦隊ゲキレンジャー（2007年 - 2008年）[4]
  - 侍戦隊シンケンジャー（2009年 - 2010年） - ナナシ連中[要出典]
  - 天装戦隊ゴセイジャー（2010年 - 2011年） - 魔虫兵ビービ[要出典]、補助
  - 獣電戦隊キョウリュウジャー（2013年 - 2014年） - キョウリュウバイオレット（弥生）[11][1][4]
  - 動物戦隊ジュウオウジャー（2016年 - 2017年） - ジュウオウタイガー[12][1][4] / アム（ジューマン態）[13][14][1][4]、アムメーバ[1]
  - 宇宙戦隊キュウレンジャー（2017年 - 2018年） - カメレオングリーン[15][1][2][4]
  - 快盗戦隊ルパンレンジャーVS警察戦隊パトレンジャー（2018年 - 2019年） - ルパンイエロー[16][2][5][4]、工藤遥吹き替え[5]
  - 騎士竜戦隊リュウソウジャー（2019年 - 2020年） - リュウソウピンク[17][4]、尾碕真花吹き替え（39）[18]
  - 魔進戦隊キラメイジャー（2020年 - 2021年） - キラメイピンク[19][11]、工藤美桜吹き替え（7）[20]
  - 機界戦隊ゼンカイジャー（2021年 - 2022年） - マジーヌ / ゼンカイマジーヌ[21][22]
  - 暴太郎戦隊ドンブラザーズ（2022年 - 2023年） - オニシスター[23][24] / オニシスターロボタロウ[25]、宮崎あみさ吹き替え（36）[26]、志田こはく吹き替え（43）[27]、犬の主人（1・14） 役
  - ナンバーワン戦隊ゴジュウジャー（2025年） - ゴジュウユニコーン[28][3]
- 仮面ライダーシリーズ（テレビ朝日）
  - 仮面ライダーW（2009年 - 2010年） - 補助
  - 仮面ライダーフォーゼ（2011年 - 2012年） - 中国拳法の女 役
  - 仮面ライダーガッチャード（2023年 - 2024年） - 仮面ライダーマジェード[29][3]、冥黒の三姉妹（吹き替え）[3]

### ウェブドラマ
- 言霊の女たち。（2010年、KDDI au LISMO） - 小嶋陽菜吹き替え
- TOYOTA G's「Baseball Party」Webムービー（2015年） - 若い母親 役
- JAEオリジナル ショートムービー「華麗なる追跡2 〜Dファイル〜」（2015年） - 弓月 役
- スーパー戦隊シリーズ
  - from Episode of スティンガー 宇宙戦隊キュウレンジャー ハイスクールウォーズ（2017年、東映特撮ファンクラブ）
  - 快盗戦隊ルパンレンジャー＋警察戦隊パトレンジャー 〜究極の変合体！〜（2018年、auビデオパス）
  - 忍風戦隊ハリケンジャーwithドンブラザーズ（2022年、東映特撮ファンクラブ） - オニシスター
  - 暴太郎戦隊ドンブラザーズVS暴太郎戦隊ドンブリーズ（2023年）
- 仮面ライダーシリーズ
  - 仮面ライダー 令和のゴージャス運動会（2024年、YouTube） - 仮面ライダーマジェード
  - 冥黒の黙示録 ラケシス（2025年）
  - 仮面ライダーマジェード withガールズリミックス（2025年） - 九堂りんね（吹き替え）[30]

### 映画
- 劇場版TRICK 霊能力者バトルロイヤル（2010年） - アクションクルー
- 劇場版 SPEC〜天〜（2012年）
- エイトレンジャー（2012年） - ベッキー吹き替え[11]
- 009ノ1（2013年） - ミュー 役
- 劇場版 SPEC〜結〜（2013年） - 戸田恵梨香吹き替え
- サンブンノイチ（2014年） - アクションクルー
- 俺たち賞金稼ぎ団（2014年） - 各務 役
- Zアイランド（2015年） - アクションクルー
- 天空の蜂（2015年） - 刑務官 役
- 仮面ライダー×スーパー戦隊 超スーパーヒーロー大戦（2017年）
- セイバー+ゼンカイジャー スーパーヒーロー戦記（2021年）
- スーパー戦隊シリーズ
  - 電影版 獣拳戦隊ゲキレンジャー ネイネイ!ホウホウ!香港大決戦（2007年） - 吹き替え[11]
  - 劇場版 炎神戦隊ゴーオンジャーVSゲキレンジャー（2009年） - イエロー[4]
  - 天装戦隊ゴセイジャー エピックON THEムービー（2010年） - 魔虫兵ビービ[要出典]
  - ゴーカイジャー ゴセイジャー スーパー戦隊199ヒーロー大決戦（2011年） - レジェンド戦士、ゴーミン[要出典]
  - 獣電戦隊キョウリュウジャーVSゴーバスターズ 恐竜大決戦! さらば永遠の友よ（2014年）
  - 烈車戦隊トッキュウジャーVSキョウリュウジャー THE MOVIE（2015年） - 少女トッキュウ5号[31]
  - 手裏剣戦隊ニンニンジャーVSトッキュウジャー THE MOVIE 忍者・イン・ワンダーランド（2016年）
  - 劇場版 動物戦隊ジュウオウジャー ドキドキサーカスパニック!（2016年）
  - 劇場版 動物戦隊ジュウオウジャーVSニンニンジャー 未来からのメッセージ from スーパー戦隊（2017年）
  - 宇宙戦隊キュウレンジャー THE MOVIE ゲース・インダベーの逆襲（2017年）
  - 快盗戦隊ルパンレンジャーVS警察戦隊パトレンジャー en film（2018年） - ルパンイエロー[4]
  - 騎士竜戦隊リュウソウジャー THE MOVIE タイムスリップ!恐竜パニック!!（2019年）[32] - リュウソウピンク[33]、北原里英吹き替え[33]
  - 劇場版 騎士竜戦隊リュウソウジャーVSルパンレンジャーVSパトレンジャー（2020年） - リュウソウピンク[11]
  - 魔進戦隊キラメイジャー エピソードZERO（2020年）[34] - キラメイピンク[35]
  - 機界戦隊ゼンカイジャー THE MOVIE 赤い戦い! オール戦隊大集会!!（2021年）[36] - マジーヌ[37][22]
  - ナンバーワン戦隊ゴジュウジャー 復活のテガソード（2025年） - ゴジュウユニコーン
- 仮面ライダーシリーズ
  - 劇場版 さらば仮面ライダー電王 ファイナル・カウントダウン（2008年） - 女山賊[11] 役
  - 仮面ライダー×仮面ライダー W&ディケイド MOVIE大戦2010（2009年） - 戦闘員 他
  - 仮面ライダーW FOREVER AtoZ/運命のガイアメモリ（2010年） - エキストラ
  - 劇場版 仮面ライダービルド Be The One（2018年） - 滝裕可里吹き替え[38]
  - 映画 仮面ライダーギーツ 4人のエースと黒狐（2023年） - 工藤遥吹き替え[39]
  - 仮面ライダー THE WINTER MOVIE ガッチャード&ギーツ 最強ケミー★ガッチャ大作戦（2023年） - 仮面ライダーマジェード[40]
  - 仮面ライダーガッチャード ザ・フューチャー・デイブレイク（2024年） - 仮面ライダーマジェード[41]

### オリジナルビデオ
- 仮面ライダーシリーズ（東映ビデオ）
  - 仮面ライダーW RETURNS（2011年）
    - 仮面ライダーアクセル - 女用心棒[11][4] 役
    - 仮面ライダーエターナル

  - ゴースト RE:BIRTH 仮面ライダースペクター（2017年）
  - 仮面ライダーギーツ ジャマト・アウェイキング（2024年）
  - 仮面ライダーガッチャード GRADUATIONS（2025年）
- スーパー戦隊シリーズ
  - 忍風戦隊ハリケンジャー 10 YEARS AFTER（2013年、東映ビデオ） - ハリケンブルー[11][4]
  - 帰ってきた獣電戦隊キョウリュウジャー 100 YEARS AFTER（2014年、東映ビデオ）
  - 動物戦隊ジュウオウジャー スーパー動物大戦（2016年、東映）
  - 帰ってきた動物戦隊ジュウオウジャー お命頂戴!地球王者決定戦（2017年、東映ビデオ） - ジュウオウタイガー[1]
  - 宇宙戦隊キュウレンジャー Episode of スティンガー（2017年、東映ビデオ）
  - てれびくん超バトルDVD 快盗戦隊ルパンレンジャーVS警察戦隊パトレンジャー 〜GIRLFRIENDS ARMY〜（2018年、東映）
  - ルパンレンジャーVSパトレンジャーVSキュウレンジャー（2019年、東映ビデオ） - パトレン3号（初美花）[5]
  - 機界戦隊ゼンカイジャーVSキラメイジャーVSセンパイジャー（2022年、東映ビデオ） - マジーヌ[22]
  - 暴太郎戦隊ドンブラザーズVSゼンカイジャー（2023年、東映ビデオ）
  - 王様戦隊キングオージャーVSドンブラザーズ（2024年）

### 舞台
- 花やしき「大江戸捕物帖」（2009年） - おりん 役（準主演）
- 天装戦隊ゴセイジャー「天装戦隊ゴセイジャー！Gロッソに現る！！」（2010年、シアターGロッソ）
- JAE Presents「白鎧亜 -HAKUGAIA-」（2010年） - 主演
- ジャパンアニメライブ「NARUTO」（2010年10月23日 - 11月13日） - サクラ 役
- ニコニコミュージカル 第2弾「ニコニコ東方見聞録」（2011年1月7日 - 12日、全労済ホール スペース・ゼロ） - メイド / ココロ 役
- スーパーミュージカル『聖闘士星矢』（2011年7月28日 - 31日、全労済ホール スペース・ゼロ） - ダンサー 役
  - 再公演（2011年12月22日 - 25日、天王洲銀河劇場） - ダンサー 役
- ASSH 第16回公演「雷ケ丘に雪が降る」（2012年3月14日 - 18日、シアターグリーンBIG TREE THEATER） - 月夜見 役
- WBB vol.2「プレイスター」（2012年4月25日 - 5月6日、全労済ホール スペース・ゼロ） - 弥生 役
- 真田十勇士〜カッコ良くなきゃ死ぬだけさ〜（2012年9月21日・22日、サンケイホール / 9月29日 - 10月8日、全労済ホール スペース・ゼロ） - ヒトミ 役
- タンバリンプロデューサーズ第12回公演 舞台『鬼切丸』（2013年8月3日 - 11日、吉祥寺シアター / 2015年、あうるすぽっと） - 青鬼丸 役
- ミュージカル「美少女戦士セーラームーン」（2013年、AiiA Theater Tokyo） - アンサンブル
- コミックジャック（2014年11月13日 - 24日、サンシャイン劇場） - マナ 役
- ASSH 第19回本公演『轟然~GO-ZEN~』（2015年9月17日 - 20日、シアターサンモール） - 三頭龍 役

### バラエティ
- サラリーマンNEO（2009年、NHK） - くノ一 役
- Oha!4 NEWS LIVE（2010年、日本テレビ） - 取材
- おーくぼんぼん「オンナが惚れるオンナ」（2014年、TBS）
- 日曜もアメトーーク!「スーパー戦隊芸人」（2017年7月30日、テレビ朝日）

### CM
- NTT（2007年）
- 千葉銀行（2014年） - 銀行員 役

### PV
- AKB48「フライングゲット」（2011年） - SP 役
- 栗林みな実「君の中の英雄」（2011年）
- NMB48 白組「最後のカタルシス」（2012年） - アクション指導、吹き替え
- 中島美嘉×加藤ミリヤ「Fighter」（2014年、Sony Music）

### イベント
- ニコニコ大会議（2011年、JCBホール）
- JAE NAKED LIVE「がんばろう 日本！」（2011年）
- JAE "春"プレミアムイベント ～Jump Up!～（2016年）

## ディスコグラフィ

### Wipe Out
- Maxi-Single『wipe out』（2010年9月15日 WAVE MASTER   WO-002）カラオケ付き
- Album『Angel Fighter』（2010年12月22日  WAVE MASTER ENTERTAINMENT   WWCE31239）

## 書籍

### デジタル写真集
- スーツアクターの素顔（2024年9月17日、集英社）